# Shuta Sonoda
Shuta Sonoda (其田 秀太 Sonoda Shuta?), född 6 februari 1969 i Nagasaki prefektur, är en japansk före detta fotbollsspelare.
Sonoda började sin karriär 1993 i Yokohama Flügels. Med Yokohama Flügels vann han japanska cupen 1993. 1994 flyttade han till Avispa Fukuoka. Efter Avispa Fukuoka spelade han för Sagawa Express Tokyo. Han avslutade karriären 1999.